# بداح مجادعة (وشحة)

تعديل مصدري - تعديل

بداح مجادعة هي إحدى قرى عزلة ضاعن بمديرية وشحة التابعة لمحافظة حجة، بلغ تعداد سكانها 552 نسمة حسب تعداد اليمن لعام 2004.